# Henry Marsh
Henry Dinwoody Marsh  (né le 15 mars 1954 à Boston) est un athlète américain spécialiste du 3 000 mètres steeple.

## Biographie
Vainqueur du 3 000 m steeple des Jeux panaméricains de 1979 en 8 min 43 s 6, Henry Marsh participe à trois finales de Jeux olympiques, se classant 10e en 1976, 4e en 1984 et 6e en 1988. Il termine 8e des Championnats du monde de 1983 et sixième de l'édition suivante, en 1987.
Il est élu au Temple de la renommée de l'athlétisme des États-Unis en 2001.

### Palmarès
| Date | Compétition           | Lieu         | Résultat | Épreuve         |
| ---- | --------------------- | ------------ | -------- | --------------- |
| 1976 | Jeux olympiques       | Montréal     | 10e      | 3 000 m steeple |
| 1979 | Jeux panaméricains    | San Juan     | 1er      | 3 000 m steeple |
| 1983 | Championnats du monde | Helsinki     | 8e       | 3 000 m steeple |
| 1984 | Jeux olympiques       | Los Angeles  | 4e       | 3 000 m steeple |
| 1987 | Championnats du monde | Rome         | 6e       | 3 000 m steeple |
| 1987 | Jeux panaméricains    | Indianapolis | 2e       | 3 000 m steeple |
| 1988 | Jeux olympiques       | Séoul        | 6e       | 3 000 m steeple |

### Records
| Épreuve         | Performance   | Lieu | Date |
| --------------- | ------------- | ---- | ---- |
| 3 000 m steeple | 8 min 09 s 17 |      | 1985 |